# Пешкопия
Пешкопия или Пешкопея (на албански: Peshkopia) е град в Република Албания, център на община Дебър и на административна област Дебър. Градът има 13 251 жители (2011 г.). Разположен е в долината на Черни Дрин в западното подножие на Кораб и Дешат.

## География
Разположен е на 187 км източно от столицата на Албания – Тирана и на 20 км от най-близкия контролно-пропускателен пункт на границата със Северна Македония. Намира се на около 651 м над морското равнище.

## История
На Етнографската карта на Битолския вилает на Картографския институт в София от 1901 година Пископое (Долни Дибра, Радомир) е чисто албанско селище, център на каза Долен Дебър в Дебърския санджак със 162 къщи.

## Личности
- Поп Иван Милошев и брат му Никола Милошев, български книжовници от XV век, автори на единствения запазен препис на Първото Наумово житие.